# Comté de Christian (Missouri)
Pour les articles homonymes, voir Comté de Christian.
Le comté de Christian (Christian county) est un comté du Missouri aux États-Unis. Le siège du comté se situe à Ozark.

## Histoire
Le comté fut créé en 1859 et nommé en hommage au soldat du Kentucky William Christian.

## Géographie
Selon le bureau du recensement des États-Unis, le comté totalise une surface de 1 461 km² dont 2 km² d’eau. 

## Comtés limitrophes
- Comté de Greene (Missouri)  (nord)
- Comté de Webster (Missouri)  (nord-est)
- Comté de Douglas (Missouri)  (est)
- Comté de Taney  (sud)
- Comté de Stone (Missouri)  (sud-ouest)
- Comté de Lawrence (Missouri)  (ouest)

## Démographie
Au recensement de 2000, le comté était peuplé de 54 285 habitants.  
Selon le recensement de 2000, sur les 54 285 habitants, on retrouvait 20 425 ménages et 15 645 familles dans le comté. La densité de population était de 37 habitants par km² et la densité d’habitations (21 827 au total)  était de 15 habitations par km². La population était composée de 97,31 % de blancs, de 0,27 %  d’afro-américains, de 0,56 % d’amérindiens et de 0,29 % d’asiatiques.
38,60 % des ménages avaient des enfants de moins de 18 ans, 64,0 % étaient des couples mariés. 27,8 % de la population avait moins de 18 ans, 8,1 % entre 18 et 24 ans, 31,7 % entre 25 et 44 ans, 21,8 % entre 45 et 64 ans et 10,6 % au-dessus de 65 ans. L’âge moyen était de 34 ans. La proportion de femmes était de 100 pour 94,7 hommes.
Le revenu moyen d’un ménage était de 38.085 dollars.

## Villes et cités
| - Billings - Boaz - Bruner - Chadwick | - Chestnutridge - Clever - Elkhead - Fremont Hills | - Garrison - Highlandville - Keltner - Linden | - Nixa - Oldfield - Ozark - Saddlebrooke | - Sparta - Spokane |

## Routes principales
- U.S. Route 60
- U.S. Route 65
- U.S. Route 160
- Missouri Route 13
- Missouri Route 14
- Missouri Route 125